# Meria (Haute-Corse)
Meria település Franciaországban, Haute-Corse megyében. Lakosainak száma 77 fő (2022. január 1.). Meria Tomino, Luri, Morsiglia és Rogliano községekkel határos.

## Népesség
| Lakosok száma | 108  | 79   | 76   | 101  | 100  | 107  | 98   | 81   | 80   | 77   |
|               | 1968 | 1982 | 1990 | 2006 | 2013 | 2015 | 2017 | 2019 | 2020 | 2022 |